# Altair Moraes
Altair Moraes de Oliveira (Recife, 25 de setembro de 1969) é um político, pastor e ex-atleta de karatê brasileiro.

## Biografia
Nascido em Recife, no ano de 1969, Altair começou a se dedicar como atleta de Karatê aos 11 anos de idade, tendo sido campeão por dez vezes da competição "Norte-Nordeste" em sua categoria no esporte. Para além do esporte, no âmbito religioso, Altair é pastor evangélico.

### Política
Filiou-se ao Republicanos (REPU) no ano de 2016, e em 2018, foi eleito para o cargo de Deputado estadual pelo estado de São Paulo com 86.230 votos. No ano de 2022, disputou sua reeleição e foi reconduzido ao cargo após angariar 98.515 votos.
Filiado ao mesmo partido de Tarcísio de Freitas, durante a campanha da eleição para governador em 2022, Tarcísio prometia que Altair seria líder de seu governo na Assembleia Legislativa de São Paulo (ALESP). Apesar de o nome de Altair ter sido ventilado pelo próprio Tarcísio, já eleito governador optou por um nome mais 'moderado' para que assumisse sua liderança na ALESP, tendo escolhido Jorge Wilson, também do Republicanos.

#### Desempenho eleitoral
| Ano  | Cargo                          | Votos  | Resultado | Ref.  |
| ---- | ------------------------------ | ------ | --------- | ----- |
| 2018 | Deputado estadual de São Paulo | 86.230 | Eleito    | [ 8 ] |
| 2022 | Deputado estadual de São Paulo | 98.515 | Eleito    | [ 9 ] |

## Vida pessoal
Casou-se em 1992, com Sandra Tavares Moraes.